# Rebecca Lemp
Rebecca Lemp, död 1590, var en tysk kvinna som brändes på bål för häxeri i Nördlingen. 
Hennes fall är känt för de brev hon skrev under sin tid i fängelset till sin make och sina barn, som har blivit bevarade. 